# 若ノ勝栄道
若ノ勝 栄道（わかのしょう えいどう、2003年8月22日 - ）は、栃木県宇都宮市出身で常盤山部屋に所属している大相撲力士。本名は竹田 章一郎（たけだ しょういちろう）。身長177.5cm、体重135.6kg。最高位は西十両11枚目（2025年3月場所・5月場所）。得意手は突き・押し。部屋公式ホームページによると、好物は焼肉(特にミスジ、カルビ、タン）、苦手な食べ物はレバー。

## 来歴

### 大相撲入門前
格闘技好きの両親の影響で幼稚園から空手を、小学校からは相撲と柔道も習ったが、中学校からは相撲一本に絞った。実家の近くの中学校には相撲部がなかったため、片道1時間以上かけて大田原市立若草中学校に通い、3年時には全国都道府県中学生相撲選手権大会と全国中学校相撲選手権大会の両方で個人3位の実績を残した。中学校卒業直前の2019年2月に千賀ノ浦部屋（後に常盤山部屋に看板替え）に出稽古に出掛けた際に部屋の貴景勝への憧れが芽生え、埼玉栄高校に進学。高校時代は、1年時に国体個人16強、2年時に元日相撲個人2位などの実績を残した。

### 大相撲入門後
高校卒業見込みの2022年1月場所で、貴景勝の内弟子として常盤山部屋に入門し、初土俵を踏んだ。入門時から名乗っている四股名は師匠の隆三杉の師匠である若乃花の「若」、同部屋の貴景勝や隆の勝の「勝」から取ったものである。入門直後から、貴景勝の付け人を貴景勝が引退するまで務めた。しかし高校時代のライバル伯桜鵬、高校の相撲部の同僚であった琴栄峰らに関取昇進において先を越され、焦りがあった。
東幕下筆頭まで番付を上げた2025年1月場所は11日目の5番相撲で勝ち越しを決めて十両昇進が確実と報じられた。千秋楽でも十両・大奄美に勝って5勝2敗の好成績で終え、同月29日の番付編成会議で、翌3月場所での新十両昇進が決定した。埼玉栄高校出身の力士としては31人目の関取となる。
新十両として臨んだ2025年3月場所は西十両11枚目で7勝8敗と負け越した。続く5月場所は番付据え置きで臨んだが、2日目の取組中に右足甲を痛め、翌3日目から初土俵以来初の休場となり、7月場所では幕下陥落となった。

## 主な成績
2025年7月場所終了現在

### 通算成績
- 生涯戦歴：94勝57敗12休（22場所）
- 十両戦歴：8勝10敗12休（2場所）

### 場所別成績
| | 一月場所 初場所（東京） | 三月場所 春場所（大阪） | 五月場所 夏場所（東京） | 七月場所 名古屋場所（愛知） | 九月場所 秋場所（東京） | 十一月場所 九州場所（福岡） |
| --- | ----------------------- | ----------------------- | ----------------------- | --------------------------- | ----------------------- | --------------------------- |
| 2022年 （令和4年） | （前相撲）              | 西序ノ口11枚目 6–1      | 東序二段43枚目 6–1      | 西三段目67枚目 5–2          | 東三段目33枚目 6–1      | 東幕下51枚目 2–5            |
| 2023年 （令和5年） | 東三段目13枚目 6–1      | 西幕下37枚目 5–2        | 西幕下25枚目 3–4        | 西幕下35枚目 4–3            | 西幕下28枚目 4–3        | 西幕下22枚目 3–4            |
| 2024年 （令和6年） | 西幕下27枚目 3–4        | 西幕下34枚目 5–2        | 東幕下20枚目 6–1        | 西幕下7枚目 3–4             | 西幕下12枚目 4–3        | 西幕下7枚目 6–1             |
| 2025年 （令和7年） | 東幕下筆頭 5–2          | 西十両11枚目 7–8        | 西十両11枚目 1–2–12     | 西幕下6枚目 4–3             | x                       | x                           |
| 各欄の数字は、「勝ち-負け-休場」を示す。 優勝 引退 休場 十両 幕下 三賞：敢=敢闘賞、殊=殊勲賞、技=技能賞 その他：★=金星 番付階級：幕内 - 十両 - 幕下 - 三段目 - 序二段 - 序ノ口 幕内序列：横綱 - 大関 - 関脇 - 小結 - 前頭（「#数字」は各位内の序列） |                         |                         |                         |                             |                         |                             |

## 改名歴
- 若ノ勝 栄道（わかのしょう えいどう）2022年1月場所 -